# Вернешть (Бузеу)
Вернешть, Вернешті (рум. Vernești) — село у повіті Бузеу в Румунії. Адміністративний центр комуни Вернешть.
Село розташоване на відстані 98 км на північний схід від Бухареста, 9 км на північний захід від Бузеу, 104 км на захід від Галаца, 100 км на південний схід від Брашова.

## Населення
За даними перепису населення 2002 року у селі проживали 2060 осіб, усі — румуни. Усі жителі села рідною мовою назвали румунську.